# Rivière Saffray
Pour les articles homonymes, voir Saffray.
La rivière Saffray est un affluent de la rive Sud-Est de la partie supérieure de la rivière Eastmain, coulant dans la municipalité de Eeyou Istchee Baie-James, dans la région administrative du Nord-du-Québec, au Québec, au Canada.
La vallée de la rivière Saffray est desservie par la route 167 (se dirigeant vers le Nord-Est) venant de Chibougamau. En se dirigeant vers le Nord, cette route longe la rive Sud-Est du lac Waconichi, la partie Est des lacs Mistassini et Albanel, puis remonte le cours de la partie supérieure de la rivière Takwa.[Interprétation personnelle ?]
La surface de la rivière Saffray est habituellement gelée de la fin octobre au début mai, toutefois la circulation sécuritaire sur la glace se fait généralement de la mi-novembre à la fin d'avril.[réf. nécessaire]

## Géographie
- côté nord: rivière Eastmain, lac Wahemen;
- côté est: lac Marescot, lac Jules-Léger, lac Conflans, rivière Otish, rivière aux Outardes, rivière Péribonka;
- côté sud: lac Pluto (rivière Saffray), lac Gaschet, rivière Péribonka;
- côté ouest: lac Fromont (rivière Eastmain), lac Maigneron, lac Margat, lac Wepaasiu, rivière Eastmain[2].

La rivière Saffray prend sa source du lac Pluto (rivière Saffray) (longueur: 14,4 km; altitude: 655 m) à 12,5 km au Nord-Ouest de la limite de la MRC de Maria-Chapdelaine) (région administrative du Saguenay-Lac-Saint-Jean).
L’embouchure du lac Pluto (rivière Saffray) est située à:
- 16,7 km au Nord-Ouest du cours de la rivière Péribonka (confluence du lac Plétipi);
- 36,7 km à l’Ouest de la source de la rivière aux Outardes;
- 23,3 km au Nord-Est de la source de la rivière Témiscamie;
- 19,6 km au Sud-Est de l’embouchure de la rivière Saffray (confluence avec la rivière Eastmain);
- 216,2 km au Nord-Est de l’embouchure du lac Mistassini (confluence avec la rivière Rupert);
- 274,6 km au Nord-Est du centre-ville de Mistissini (municipalité de village cri);
- 342,2 km au Nord-Est du centre-ville de Chibougamau;
- 498 km au Nord-Est de la confluence de la rivière Eastmain et de la baie James[2]

À partir de l’embouchure du lac Pluto (rivière Saffray), le courant de la rivière Saffray coule sur environ 30 km généralement vers le Nord-Ouest selon les segments suivants:
- 4,5 km vers le Nord-Est, notamment en traversant sur 2,6 km un lac non identifié (altitude: 635 m) sur sa pleine longueur, jusqu’à son embouchure;
- 4,9 km vers le Nord-Est, notamment en traversant sur 0,9 km un lac non identifié (longueur: 2,2 km; altitude: 635 m), jusqu’à son embouchure. Ce lac reçoit du côté Nord-Est les eaux d’un ensemble de lacs dont le lac Manet;
- 8,4 km vers le Nord-Ouest, en formant une courbe vers l’Est et en passant à l’Est d’une montagne dont le sommet atteint 826 m, jusqu’à la décharge (venant du Sud-Ouest) du lac Margat et du lac Novet;
- 14,4 km vers le Nord-Ouest en contournant du côté Est une montagne dont un des sommets atteint 788 m, jusqu’à la confluence de la rivière Saffray (confluence avec la rivière Eastmain)[2].

L’embouchure de la rivière Saffray (confluence avec la rivière Eastmain) est située à:
- 34,7 km à l’Ouest du cours de la partie supérieure de la rivière Péribonka;
- 156,8 km au Nord-Est du lac Mistassini;
- 253,1 km au Nord-Est du réservoir Eastmain;
- 360 km au Nord-Est du barrage du réservoir Opinaca (lequel est traversé vers l'Ouest par la rivière Eastmain);
- 8,4 km au Nord-Est du centre-ville de Chibougamau;
- 493 km vers le Nord-Est de l’embouchure de la rivière Eastmain (confluence avec la baie James)[2].

La rivière Saffray se déverse sur la rive Sud-Est de la partie supérieure de la rivière Eastmain. À partir de l'embouchure de la rivière Saffray, le courant coule vers le Sud-Ouest sur  en empruntant le cours de la rivière Eastmain notamment en traversant la partie Nord du lac de la Marée, ainsi que les réservoirs Eastmain et Opinaca, jusqu’à la baie James.

## Toponymie
Le terme « Saffray » constitue un patronyme de famille d’origine française.
Le toponyme « rivière Saffray » a été officialisé le 7 mai 2003 à la Banque des noms de lieux de la Commission de toponymie du Québec.